# 2114 Wallenquist
Wallenquist (asteróide 2114) é um asteróide da cintura principal com um diâmetro de 27,67 quilómetros, a 2,7210425 UA. Possui uma excentricidade de 0,1479012 e um período orbital de 2 084,29 dias (5,71 anos).
Wallenquist tem uma velocidade orbital média de 16,66748518 km/s e uma inclinação de 0,55938º.
Esse asteróide foi descoberto em 19 de Abril de 1976 por Claes Lagerkvist.